# 三尸大王
三尸大王是在《后西游记》中登场的妖怪，在皮囊山占山为王,有手下六贼分别是“看得明、听得细、嗅得清、吮得出、立得住、想得到”对应佛家所谓眼、耳、鼻、舌、身、意等“六识” 。而三尸大王本身分别是行尸,立尸、眠尸等,而《后西游记》本身对神魔精魅的描写,较《西游》中的神魔更具现实感,其世程度也就更直截和强烈。而三尸大王本身時常受六賊供獻慣的。